# Vlag van Auvergne-Rhône-Alpes

Vlag van Auvergne-Rhône-Alpes

De vlag van Auvergne-Rhône-Alpes bestaat uit vier delen afgeleid uit de vlaggen van de streken Auvergne, Savoie, Lyonnais en Dauphiné. De vlag werd in september 2016 aangenomen.

Vlag van Auvergne
Vlag van Savoie
Vlag van Lyonnais
Vlag van Dauphiné

Naast deze vlag is er een logovlag in gebruik.

Logovlag